# کورای‌لی
کورای‌لی (انگلیسی: Kurayli) یک منطقه مسکونی در قزاقستان است که در استان آق‌تپه واقع شده است.